# Curt Mündel

Curt Mündel

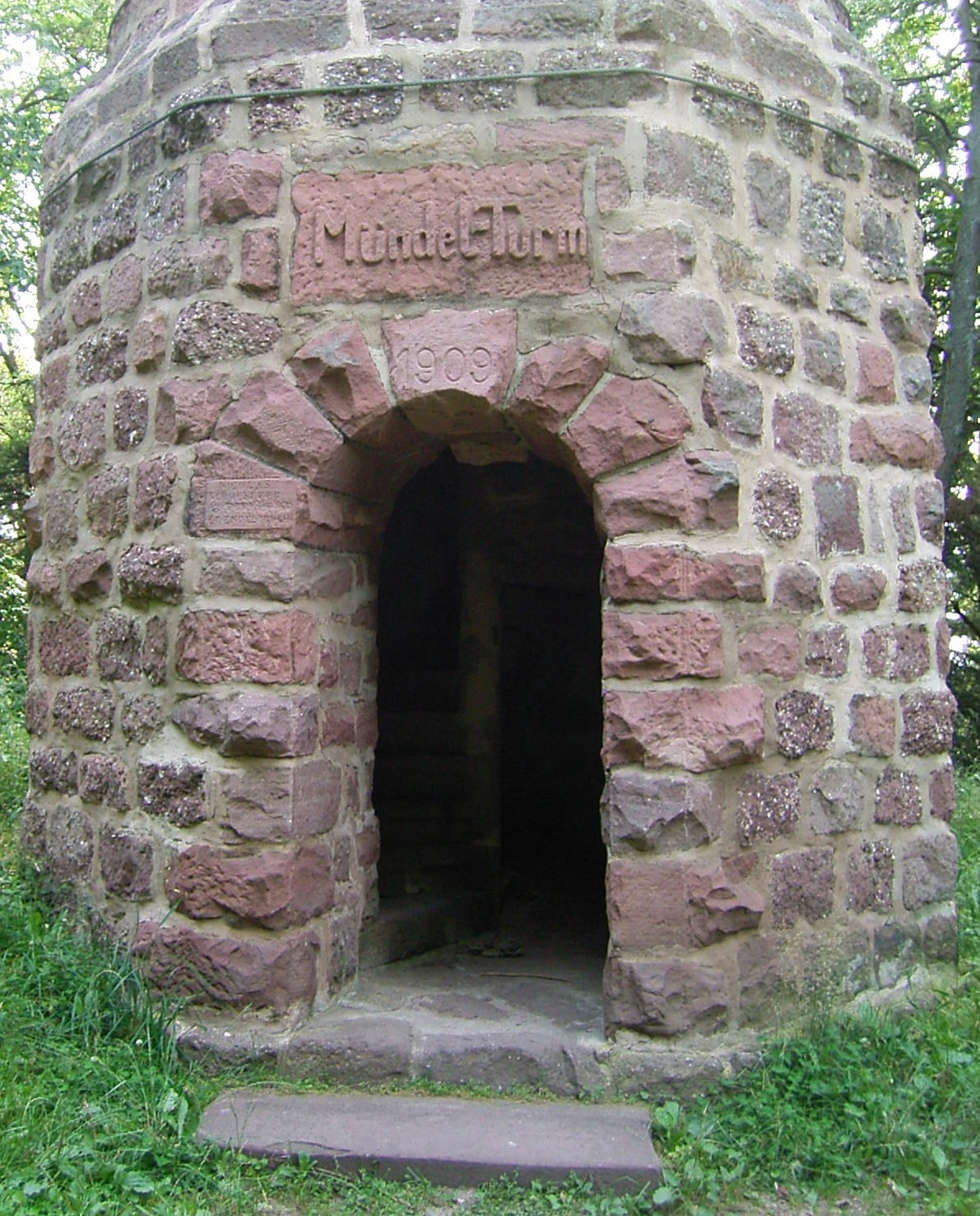
Eingang zum Mündel-Turm auf dem Heidenkopf

Curt Mündel (* 24. Dezember 1852 in Glogau; † 29. Juni 1906 in Straßburg) war ein deutscher Buchhändler und Volkskundler.
Curt Mündel wurde in Glogau als Sohn eines Justizrats und Syndikus der schlesischen Ritterschaft geboren. Am 1. Juli 1872 begann er seine Ausbildung zum Buchhändler bei Puttkamer und Mühlbrecht in Berlin und beendete seine Lehre vom 1. August 1873 bis 1. Juni 1875 bei F. Schneider & Co. ebendort. Er wollte dann in eine Londoner Buchhandlung wechseln, kam aber gegen Ende des Jahres 1875 zu Karl J. Trübner nach Straßburg. Auf Empfehlung von Julius Euting wurde Mündel die Neubearbeitung des Vogesenführers von August Schricker übertragen. Er war kurze Zeit Mitarbeiter der Buchhandlung Schmidt und wurde 1885 Teilhaber der straßburgischen Buchhandlung und Buchdruckerei J. H. Ed. Heitz. Dort gab er Die Sagen des Elsasses von August Stöber heraus, die er durch neu hinzugekommenes Material ergänzte.
Mündel war Mitglied des Vogesenclubs und wurde im November 1897, anlässlich des 25-jährigen Jubiläums der Straßburger Ortsgruppe des Vereins, zum Ehrenpräsidenten ernannt. 1909 wurde ein Aussichtsturm auf dem Heidenkopf in den Vogesen nach ihm benannt.

## Veröffentlichungen (Auswahl)
- Die Vogesen. Ein Handbuch für Touristen auf Grundlage von Schrickers Vogesenführer neu bearbeitet von Curt Mündel unter Mitwirkung von Prof. Dr. Julius Euting, Präsidenten des Vogesenclubs und Dr. August Schricker. Trübner, Strassburg 1881.
  - 11. umgearbeitete Auflage: Die Vogesen. Reisehandbuch für Elsass-Lothringen und angrenzende Gebiete, von Curt Mündel unter Mitwirkung von Prof. Dr. Julius Euting und Prof. Dr. Otto Bechstein. Zwei Teile. Trübner, Strassburg 1907.
- Elsässische Volkslieder, Trübner, Strassburg 1884.
- August Stöber: Die Sagen des Elsasses. Neue Ausgabe besorgt von Curt Mündel. Heitz, Strassburg 
  - 1. Teil: Die Sagen des Oberelsasses, 1892.
  - 2. Teil: Die Sagen des Unter-Elsasses, 1896.